# Ináncs
Ináncs é um município da Hungria, situado no condado de Borsod-Abaúj-Zemplén. Tem 10,95 km² de área e sua população em 2015 foi estimada em 1.212 habitantes.